# Administració Xipriota Turca Autònoma
L'Administració xipriota turca autònoma (turc: Otonom Kıbrıs Türk Yönetimi) fou el nom d'una administració de facto establerta pels Xipriotes turcs en l'actual Xipre del nord immediatament després de la invasió turca de Xipre de 1974.

## Política
El primer "comitè executiu" de l'administració va prendre possessió el 26 d'agost de 1974, però l'administració no es va establir oficialment fins l'1 d'octubre de 1974. La decisió d'establir-lo va ser "necessària per reflectir políticament el gran canvi social de l'illa". El comitè executiu va ser reemplaçat pel primer gabinet xipriota turc el 8 d'octubre de 1974. L'administració va mantenir Xipre del nord sota un estat d'emergència fins al 20 desembre 1974.
L'administració era formalment autònoma sota la República de Xipre, amb la constitució de la república en vigor. El president, Rauf Denktaş, era anomenat "Vicepresident i President de l'Administració Xipriota Turca Autònoma", en referència a la posició vicepresidencial reservada per a Xipriotes turcs a la república. Els membres del parlament també van mantenir les seves posicions anteriors, representant districtes com Paphos, que ara es trovaven al sud.
En tres mesos des del seu establiment l'administració va crear quatre ministeris nous per atendre a diverses demandes: el Ministeri de l'energia, el Ministeri de planificació i coordinació, el Ministeri de refugiats i rehabilitació i el Ministeri de turisme.
Segons Andrew Borowiec, el funcionament immediat de l'administració va ser obstaculitzat per la gran presència militar al seu territori. El 30 d'agost, quan l'administració tot just havia estat establerta de manera no oficial, hi hi havia 17 punts de tall a la carretera entre Famagusta i Nicòsia.

## Economia
El ministre de treball i afers socials de l'administració fou İsmet Kotak. L'administració va reorganitzar la duana del port de Famagusta i el va reobrir el 6 de setembre de 1974. Inicialment, es va fer servir com a moneda la lliura xipriota, però els lligams trencats amb el banc central xipriota, que van resultar en dificultats monetàries, van incitar l'administració a passar a fer servir la lira turca. L'Aeroport Internacional d'Ercan, anomenat llavors Aeroport Tymbou, es va obrir a vols xàrter i es van exportar unes 75.000 tones de cítrics. Es van fer esforços per reobrir els establiments turístics tancats, i el novembre de 1974 ja s'havien reobert nou hotels. Amb l'ajuda de Turkish Airlines es va establir Cyprus Turkish Airlines i va començar a operar vols a Turquia a partir de gener de 1975.
L'administració va rebre abundant ajuda econòmica i administrativa de Turquia, amb programes de desenvolupament liderats per l'ambaixador, Ziya Müezzinoğlu, i d'entrenament d'agents xipriotes turcs. A través d'aquests programes, el banc turc Ziraat va fer de banc central de l'administració. Les connexions de Xipre del nord es van establir a través de Turquia, incloent-hi el correu i les línies telefòniques, i es va establir un nou sistema postal, amb els treballadors formats pels seus homòlegs turcs. Les granges i el bestiar abandonats pels xipriotes grecs van ser "integrats" a l'economia. Es van establir dues granges estatals, una a Famagusta i l'altra a Morphou. Més de 100 fàbriques es van incorporar a una empresa amb participació pública.

## Societat
L'administració va permetre al personal militar turc que hagués participat en la invasió obtenir la ciutadania xipriota turca i establir-se a Xipre del nord. També es va organitzar el reallotjament dels xipriotes turcs desplaçats del sud.
Andrew Borowiec recull que Turquia va anunciar plans de portar 5000 grangers a l'illa per fer-se càrrec de les possessions rurals abandonades pels Xipriotes grecs. Això portà a acusacions gregues i xipriotes gregues que Turquia estava canviant l'estructura demogràfica de Xipre.